# Maisoncelle-Tuilerie
 Maisoncelle-Tuilerie  es una población y comuna francesa, en la región de Picardía, departamento de Oise, en el distrito de Clermont y cantón de Froissy.

## Demografía
| 236 | 209 | 164 | 183 | 220 | 248 |
| Para los censos de 1962 a 1999 la población legal corresponde a la población sin duplicidades (Fuente: INSEE [Consultar]) |     |     |     |     |     |